# Lengua vulgar
Lengua vulgar es la lengua que se habla actualmente, por contraposición a las lenguas clásicas. Se refiere a las lenguas habladas por el pueblo en el Medioevo en Europa occidental y en Europa meridional derivadas del latín, pero notablemente distantes del latín clásico, el cual, con la disminución de las comunicaciones causada por la caída del Imperio romano de Occidente, había evolucionado diversamente o de región en región, influido por substratos diversos debidos a los diferentes idiomas originarios de los pueblos conquistados, así como por superestratos dados por los dialectos de las poblaciones bárbaras (germánicas, eslavas, etcétera) limítrofes. La palabra «vulgar» no es de connotación despectiva, sino como referencia a la lengua vernácula, la empleada –en su modalidad prevalente oral– en la vida cotidiana, en distinción con respecto a la tradición literaria latina.
Tiene más uso académico (por ejemplo, en la denominación de carreras y departamentos universitarios) el concepto de lengua moderna o lenguas modernas (idiomas como el español, el francés, el italiano, el inglés, el alemán, el ruso, el búlgaro, el griego moderno, el hindi, el urdu, el chino mandarín, etc.) por contraposición al latín, al anglosajón, al sajón antiguo, al alto alemán antiguo, al eslavo eclesiástico, al griego clásico, al sánscrito o al chino clásico.
Como término lingüístico, hacía referencia a la lengua popular, la hablada por la gente (la palabra «vulgar» proviene del latín vulgus que significa «de las personas de las calles, diario»), en lugar de la lengua literaria. Este término ya no se usa en lingüística moderna[cita requerida] y es similar al de lengua vernácula.
No debe confundirse el concepto de «lengua vulgar» con el de registro lingüístico vulgar, que, como el familiar o el coloquial, incluye expresiones incompatibles con el prescriptivismo lingüístico de la norma culta o con el buen gusto (como ocurre con las expresiones indecentes o groseras).
El término «lengua vulgar» a veces se utiliza para designar la lengua o dialecto local; el dialecto no estándar de una lengua global, que utiliza reglas de gramática no estándar.

## Premisas
Ya en la época romana como en la medieval siempre existió una leve diferencia entre la lengua escrita y la lengua oral, lo cual dio origen, en concomitancia también con la diferencia cultural entre los varios estratos sociales, al surgimiento de los dialectos vulgares (en latín, sermones vulgares), como se expresó ut supra. Del vulgar hablado en los diversos países evolucionaron las actuales lenguas romances (del latín romanicus y romanice loqui), algunas declaradas oficiales (italiano, francés, español, portugués, rumano). En la mayor parte de los casos de lengua vulgar, o simplemente vulgar, se refiere a las modalidades expresivas incipientes y literarias de la lengua italiana. De la lengua vulgar italiana no existe una fecha de nacimiento precisa. Desde el siglo VIII se pueden encontrar numerosos documentos que comprueban la necesidad, para quien deseara ser comprendido fuera del ámbito clerical, de emplear, inclusive por escrito, la lengua vulgar.

## Lenguas vulgares impresas
Cuando una gramática de una lengua vulgar se publica, la lengua se convierte en una lengua oficial. Ve ejemplos más abajo de gramáticas de lenguas vulgares que consiguieron validez con el tiempo.

### El castellano
En 1492, se publicó la Gramática castellana por Antonio de Nebrija. Este libro se centraba en el estudio de las reglas de una lengua aparte del latín. Gramática castellana tiene cinco partes o libros. Algunas partes eran para los hablantes nativos y otra para no nativos de castellano. La Gramática castellana de Nebrija sigue el modelo latino porque Nebrija considera al latín como lengua superior. Sin embargo, Nebrija sabía la importancia de la lengua en una sociedad. Cuando Nebrija dedicó el libro a la reina Isabel I de Castilla, escribió: ... siempre la lengua fue compañera del imperio ....

### El francés
La primera gramática del francés fue escrita en Inglaterra por la gente que quería aprender el francés. En 1530, John Palsgrave escribió Lesclarcissement de la langue francoyse.

### El italiano
Del siglo VIII se tienen los primeros testimonios de una lengua que se diferencia netamente del latín: los primeros escritos en lenguas vulgares italianas supérstites hasta la actualidad son el Indovinello veronese, escrito hacia el año 800 (que unos estudiosos consideran todavía un ejemplo de latín vulgar), los Placiti cassinesi, de ca. 960, y la Guaita di Travale, escrita el 6 de julio de 1158, por muchos considerada un verdadero y propio verso poético, y por ello fundamental en la investigación de los orígenes del Dolce stil novo. Como primeros testimonios del vulgar italiano son dignos de recordar la iscrizione di san Clemente e Sisinnio, en Roma, el Ritmo bellunese y el Glossario di Monza. Del 842 es el Giuramento di Strasburgo, en vulgar francés y alemán. En el siglo XI los vulgares italianos, con notables diferencias en las varias regiones, resultan en uso corriente en documentos jurídicos, eclesiásticos y mercantiles.

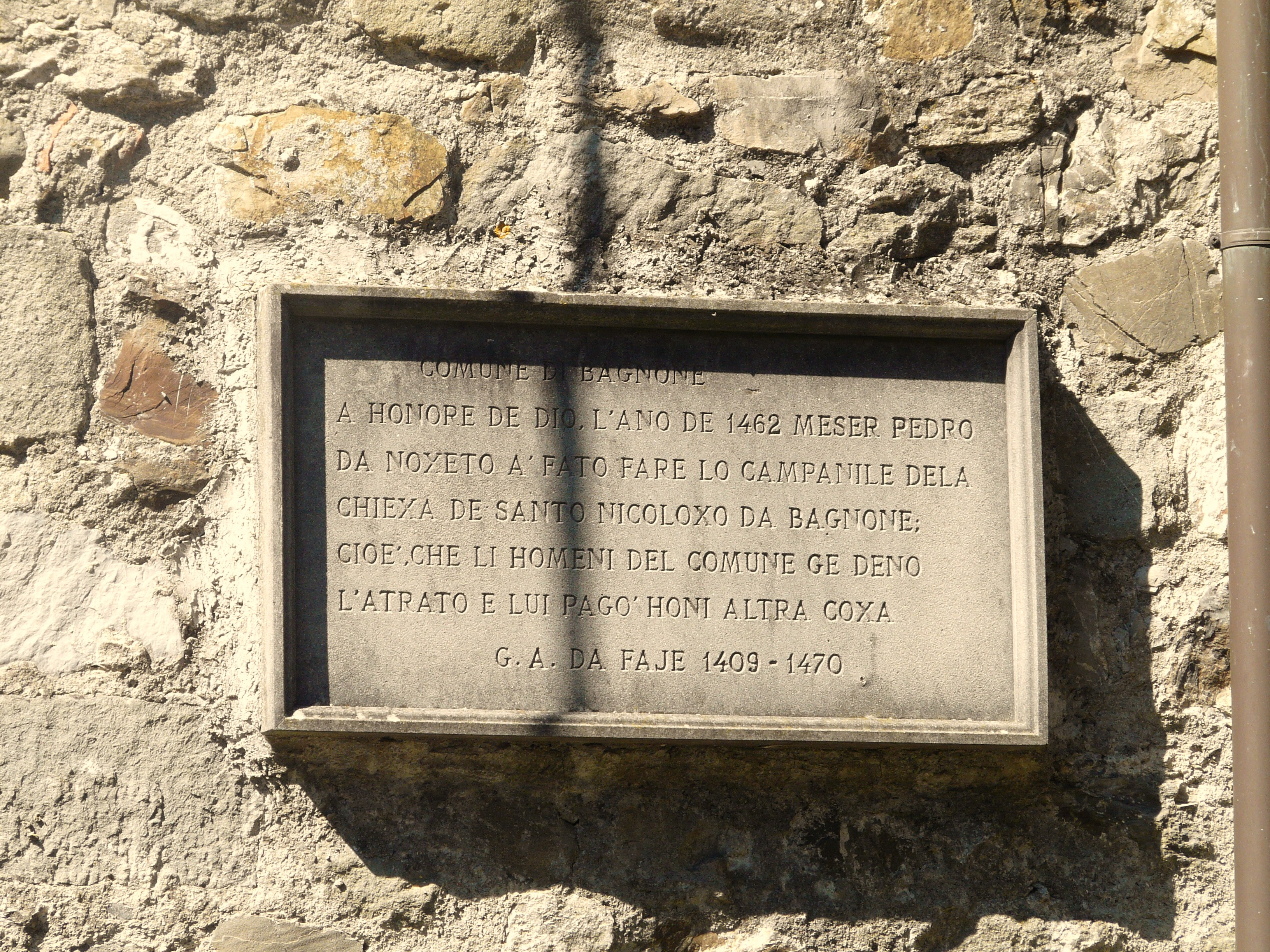
Bagnone, castillo, iglesia de san Niccolò: lápida en vulgar conmemorativa de la edificación del campanario.

En cuanto a la existencia consabida de una lengua literaria con aspiración de ser italiana, capaz de producir textos maduros, se ha de atender el siglo XIII, con la figura de Francisco de Asís (1181-1226) y con la escuela poética siciliana (1230-1250), con Giacomo da Lentini, Cielo d'Alcamo, el messinés Stefano Protonotaro, que producirán textos fuertemente influenciados por los dialectos locales, y por tanto muy diversos entre sí.
La obra más famosa en siciliano es Rosa fresca aulentissima.
Dante Alighieri, en el capítulo duodécimo del primer libro del tratado De vulgari eloquentia, recuerda el vulgar siciliano como uno entre los más ilustres vulgares italianos de su período:

Il volgare siciliano si attribuisce fama superiore a tutti gli altri per queste ragioni: che tutto quanto gli Italiani producono in fatto di poesia si chiama siciliano; e che troviamo che molti maestri nativi dell'isola hanno cantato con solennità.
Al vulgar siciliano se atribuye fama superior a todos los otros por estas razones: que todo lo que producen los italianos en hecho de poesía se llama siciliano; y que encontramos que muchos maestros nativos de la isla han cantado con solemnidad.

En 1268, Andrea da Grosseto traduce del latín los Trattati morali, de Albertano da Brescia, que aportan un ejemplo primitivo de prosa literaria en italiano: el vulgar utilizado por el grossetano es una lengua similar al dialecto toscano, del cual procura eliminar algunas características típicamente locales, un idioma artificial inventado con la pretensión de ser comprendido en toda la península, tanto que el literato lo denomina italico. En el siglo XIV se imponen los grandes escritores florentinos en lengua vulgar: Dante (1265-1321), Petrarca (1304-1374) y Boccaccio (1313-1375). Gracias a su influencia, la nueva lingua italiana nace limitadamente al solo ámbito de las artes y la literatura, y se codifica basándose en su dialecto toscano, enmendado de algunas características específicas no reconocibles en otros dialectos de la península.
En el Quattrocento temprano se suscita una crisis del vulgar, a causa de un juicio negativo de parte de la élite intelectual acerca de la calidad retórico-estilística de esta lengua. Coetáneamente se nota un renacer del interés por los clásicos, de los cuales eran bien pocos todavía en aptitud de comprender fácilmente. También los laicos se dedican a la investigación y al estudio de los grandes autores latinos, y poco a poco emergen de las bibliotecas textos de larga data olvidados. Mientras en Florencia no es posible evitar una confrontación con la gran tradición del «trecento» en vulgar, en las confrontaciones de esta lengua los humanistas no florentinos son acometidos por una actitud de minusvaloración o desprecio.
Con el humanismo, las dos tradiciones continúan la convivencia: en la segunda mitad del siglo, el literato (humanista) ya no es casi exclusivamente latino, sino bilingüe, y contribuye a la expansión del vulgar. Tal vez, por fin, ocurre la coexistencia de las dos lenguas en un mismo texto. En el siglo XV se afirman dos tipos de producción literaria: por un lado se tiene la producción en latín, expresión de un retorno al antiguo mediante la imitación de los géneros clásicos, y por ello retorno a un público de especialistas; del otro lado se emprende la producción en vulgar, destinada a un goce más amplio y a la expresión de géneros populares, pero no por esto retorno exclusivamente a un público carente de dotes intelectuales.

## Declive del latín
En la segunda mitad del Trecento habrá una intensificación de la circulación de los textos en vulgar, no obstante que todavía a la mitad del «Cinquecento» la producción en esta lengua sea netamente inferior a la expresada en latín: este fenómeno se facilita así mismo por la magnificencia del arte de la prensa de caracteres móviles.
El latín sobrevivirá como lengua franca por los literatos y los científicos hasta el 1800, aproximadamente (egregios como Newton, Euler, Gauss, Linneo, publicaron todas sus obras en latín). Después, en este rol lo suplantarán el francés y el alemán y, en época más reciente, el inglés.

## Lenguas litúrgicas y lenguas vulgares
En todas partes del mundo y en todos los momentos de la historia hay ejemplos de interacciones interesantes entre lenguas litúrgicas y lenguas vulgares.
Desde finales de la Edad Media, y especialmente a partir del Renacimiento y la Reforma protestante, la Biblia se tradujo y publicó en muchas lenguas vulgares. Hasta el Concilio Vaticano II la liturgia católica continuó siendo en latín. La iglesia ortodoxa etíope tiene servicios en Ge’ez mientras que las iglesias ortodoxas griegas mantienen servicios en griego incluso fuera de Grecia.
Un caso muy peculiar ha sido el del idioma hebreo, reconstruido en el siglo XX como lengua vulgar a partir del idioma conservado durante siglos únicamente en su uso litúrgico.